# Rumana Khan
Rumana Khan (bengali : রুমানা খান) est une ancienne actrice bangladaise de cinéma et de télévision. Elle remporte un prix national du film de la meilleure actrice dans un second rôle pour son rôle dans Bhalobaslei Ghor Bandha Jay Na (2010).

## Vie personnelle
Khan épouse d'abord le réalisateur Anzam Masud en 2001. Après leur divorce en 2003, elle épouse l'homme d'affaires Sazzad en 2004 (dont elle divorce en 2013), puis son troisième mari Elin Rahman en 2015,.